# Robert Bibal
Pierre Robert Bibal, né le 8 février 1900 dans le 10e arrondissement de Paris, arrondissement où il est mort le 5 janvier 1973  au sein de l'Hôpital Lariboisière, est un auteur, réalisateur et scénariste français.

## Filmographie

### Réalisateur
- 1932 : La Folle Nuit
- 1932 : Amour... amour...
- 1932 : Chouchou poids plume
- 1938 : Le Révolté, coréalisé avec Léon Mathot
- 1938 : Remontons les Champs-Élysées (non crédité)
- 1939 : Deuxième bureau contre Kommandantur, coréalisé avec René Jayet
- 1947 : L'Homme traqué
- 1947 : Le Fugitif
- 1952 : Les Deux Monsieur de Madame
- 1953 : Le Petit Jacques
- 1954 : Le Tournant dangereux
- 1957 : Une gosse sensass
- 1957 : Trois pin-up comme ça (inédit[3] )
- 1960 : Chaque minute compte
- 1961 : Alibi pour un meurtre

### Scénariste
- 1937 : Double crime sur la ligne Maginot
- 1947 : Quartier chinois
- 1949 : Une nuit de noces
- 1949 : Ma tante d'Honfleur
- 1950 : Les Aventuriers de l'air
- 1951 : L'Enfant des neiges
- 1951 : Le Chéri de sa concierge
- 1952 : Les Deux Monsieur de Madame
- 1953 : Le Petit Jacques
- 1954 : Le Tournant dangereux

### Assistant réalisateur
- 1935 : Le Chant de l'amour de Gaston Roudès
- 1938 : Chéri-Bibi de Léon Mathot
- 1938 : Le Révolté de Léon Mathot
- 1939 : Rappel immédiat, de Léon Mathot
- 1946 : Nuits d'alerte de Léon Mathot